# Władysław Zamoyski (Unternehmer)

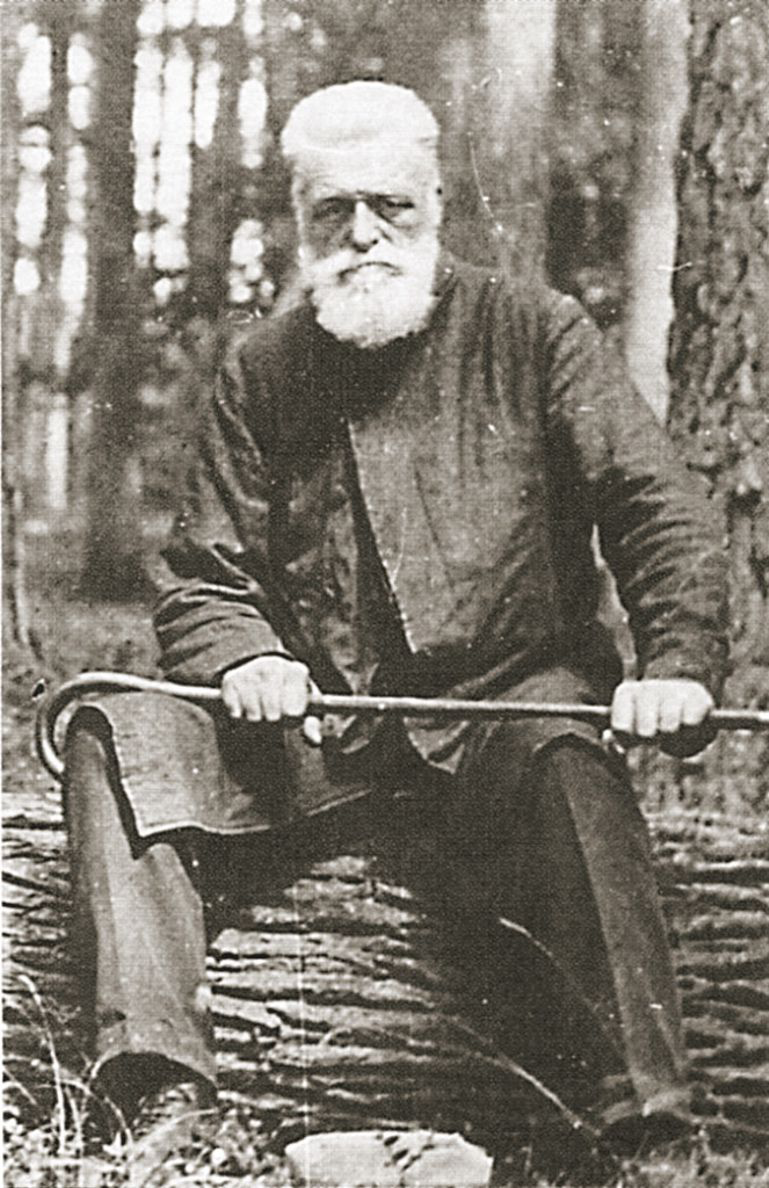
Zamoyski um 1924

Władysław Zamoyski (* 18. November 1853 in Paris; † 3. Oktober 1924 auf Schloss Kórnik) war ein polnischer Magnat, Philanthrop, Unternehmer, Mäzen und Politiker, der sich unter anderem um die Tatra verdient gemacht hat.

## Leben
Władysław Zamoyski entstammte der polnischen Magnatenfamilie Zamoyski aus Großpolen. Sein Vater Władysław Stanisław Zamoyski (1803–1868) war Offizier in russischen, sardischen und belgischen Diensten, zuletzt General des osmanischen Heeres im Krimkrieg. Seine Mutter war Jadwiga Zamoyska (geborene Działyńska). Andrzej Artur Zamoyski und Johann von Dzialynski waren seine Onkel. Władysław Zamoyski junior wuchs in Paris auf, wo er das Lycée Charlemagne besuchte, und diente in der französischen Armee. Als Vertreter der französischen Regierung besuchte er 1879 die Weltausstellung in Sydney und bereiste bis 1881 Australien und Ozeanien, von wo er reiche ethnographische und mineralogische Sammlungen mitbrachte. 1881 erbte er die Güter in Kórnik, das damals zur preußischen Provinz Posen gehörte. 1882 gründete er in seinen Gütern eine Mädchenschule, die er später nach Kuźnice bei Zakopane verlegte. 
Aufgrund von Bismarcks Polenausweisungen musste er als französischer Staatsbürger 1885 seine Güter in Kórnik verlassen und siedelte zusammen mit seiner Mutter und Schwester ins österreichisch beherrschte Galizien über. 1898 erwarb er die Güter von Zakopane, zu denen ein Großteil des polnischen Anteils an der Hohen Tatra und Westtatra gehörte. Er stellte das Hüttenwesen in der Tatra ein und initiierte den Naturschutz. Weiterhin finanzierte er zum großen Teil die Straßen- und Eisenbahnverbindung von Chabówka nach Zakopane (fertiggestellt 1899) mit, womit Zakopane einen Verkehrsanschluss an Krakau und damit ein weites Straßen- und Schienennetz erhielt. 
1902 erstritt er vor dem Grazer Schiedsgericht das Gebiet um das Meerauge im Fischbachtal für Galizien. Er beauftragte Oswald Balzer mit der Prozessführung gegen die ungarische Seite. Er engagierte sich in zahlreichen Vereinen und Gesellschaften in Polen und Frankreich. 
Nach der Wiederherstellung der Unabhängigkeit Polens kehrte Zamoyski 1920 nach Kórnik zurück. Er heiratete nie und starb kinderlos. Er fungierte jedoch als Vormund und Förderer des jungen Józef Retinger, dessen Vater Zamoyskis Rechtsberater gewesen war. Sein Vermögen legte er 1924 in die Kórnik-Stiftung ein, die er dem polnischen Staat vermachte. 1933 wurde er von Präsident Ignacy Mościcki posthum mit dem Orden Polonia Restituta ausgezeichnet.

## Gedenken

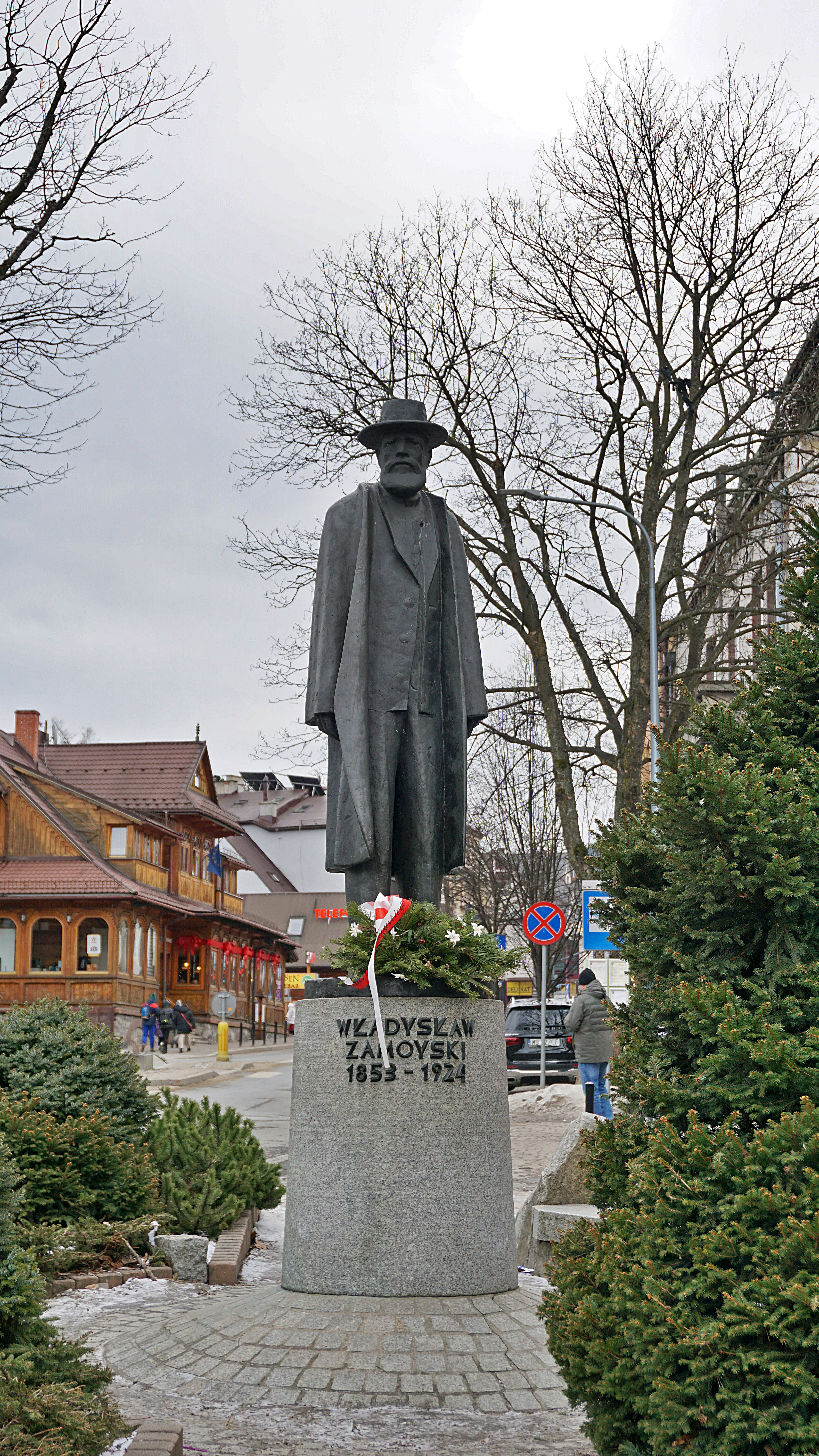
Denkmal in der Krupówki-Straße in Zakopane

- In Zakopane steht ein Denkmal zu Ehren von Władysław Zamoyski.
- Am Meerauge befindet sich eine Gedenktafel an den Rechtsstreit von 1902.
- Am Bahnhof Zakopane befindet sich eine Gedenktafel an die Eisenbahnanschluss 1899.